# Dercsényi Pál
Dercsényi báró Dercsényi Pál (Sátoraljaújhely, 1797. április 9. – 1843. december 18.) földbirtokos.

## Élete
Dercsényi János Lajos testvére volt. 1824. október 9.-én Pötzleinsdorfban feleségül vette báró Geymüller Henriettát.

## Munkái
Báró Dercsényi Pál beszéde, egy száz db. cs. kir. aranyból álló jutalomtétel alkalmával a legjobb munkára, mely 1829. május első napjáig a pesti casinonak e czím alatt: Tanácslatok a magyarországi mezei gazdák számára, be fog nyujtatni. Pest, 1828. (Ugyanez németül is. Uo. 1828.)
Cikkei: Utazási észrevételek Európa több tartományai állapotjáról és Vasutakról (Társalkodó 1836.), gazdasági cikk (Ismertető a Gazdaság és Kereskedés köréből 1839.)